# Immersion (Sprachwissenschaft und Erziehung)
Unter Immersion (lateinisch immersio ‚Eintauchen‘; daher auch Sprachbad; auch Sprachnest) versteht man in der Sprachwissenschaft und der Pädagogik eine Situation, in der vor allem Kinder in ein fremdsprachiges Umfeld versetzt werden, so dass sie – beiläufig oder gewünschtermaßen – die fremde Sprache erwerben. Anders als bei der Anwendung von Sprachlernmethoden folgt bei der Immersion der Erwerb der fremden Sprache ausschließlich den Prinzipien des Mutterspracherwerbs.
In vielen mehrsprachigen Kulturen wie z. B. in Kanada oder auf den niederländischsprachigen Antilleninseln ist der Spracherwerb durch Immersion eine alltägliche Selbstverständlichkeit, die einen Fremdsprachenunterricht oft weitgehend ersetzt. Immersion gilt als die weltweit erfolgreichste Sprachlernmethode.

## Pädagogischer Nutzen

### Vorschulunterricht
In Einwanderungsländern wie Kanada, in denen ein Großteil der Kinder Vorschulprogramme besucht, erlernen Einwandererkinder die Landessprachen Englisch und Französisch seit jeher durch Immersion. Kanadische Kindergärten sind darüber hinaus jedoch oftmals zweisprachig und bieten in Regionen mit starken sprachlichen Minderheiten auch eine muttersprachliche Betreuung, z. B. auf Hochchinesisch, Deutsch oder Inuktitut.
In Deutschland beträgt der Anteil der Kindertagesstätten, in denen Kinder eine Fremdsprache (außer Deutsch) durch Immersion erwerben können, weniger als zwei Prozent. Gleichwohl hat er sich in den letzten zehn Jahren mehr als verdreifacht. Dabei handelt es sich hauptsächlich um Einrichtungen in der Nähe von Grenzregionen. Spielerischer Unterricht in Form von Kursangeboten für nur ein bis zwei Wochenstunden in englischer Sprache in Form von Singen, Tanzen usw. gilt dabei ausdrücklich nicht als immersiv, und der Nutzen für den Lernfortschritt wird in der Forschung nicht anerkannt. Der Lernfortschritt durch Immersion ist über die letzten Jahre durch verschiedene Studien in Kanada, den USA, aber auch in Deutschland wissenschaftlich untersucht und belegt worden.

### Schulunterricht
In vielen mehrsprachigen Kulturen, in denen die Amtssprache nicht die von der Bevölkerung gesprochene Sprache ist, erlernen Schüler an den Schulen ihre Fremdsprachen nicht durch Sprachunterricht, sondern durch Immersion. Während diese Praxis in armen Ländern oft als bildungspolitisches Versäumnis eingestuft wird, bemüht man sich heute in manchen reichen Ländern, die Möglichkeiten der Immersion auszuloten, um z. B. im Schulunterricht eine Alternative zum herkömmlichen Fremdsprachenunterricht zu schaffen. Erprobt wurde dies bereits an den bretonischen Diwan-Schulen, im sorbisch-deutschen Sprachraum (Projekt Witaj) und an der Grundschule Simonswolde in Ostfriesland, wo die Schüler auch auf Plattdeutsch unterrichtet werden.
Allerdings gibt es auch im deutschsprachigen Raum immer mehr Schulen, die bereits ab der ersten Grundschulklasse durchgehend Immersionsunterricht anbieten. In der Schweiz sind Immersionsklassen keine Seltenheit, und auch in Deutschland steigt die Nachfrage nach englischsprachiger Immersion seitens der Eltern an. Der Vorteil des Immersionsunterrichts ab der ersten Grundschulklasse besteht im Wesentlichen darin, dass die Schüler ohne ständige Erinnerung daran, dass sie sich eine Fremdsprache erarbeiten, diese quasi nebenbei erlernen. Während sie am Mathematik-, Sport- oder Heimat- und Sachunterricht teilnehmen, begegnen sie fremdsprachlichen Fachbegriffen und erlernen diese Wörter allein durch die Wiederholung und die Anwendung. Da der Grundschullehrer ohnehin jeden Arbeitsschritt vormacht, fällt den Schülern auch das Verstehen nicht schwer. Im Laufe der Zeit entwickelt sich so ein Gerüst von Grundbegriffen, mit deren Hilfe die Schüler ihre Arbeitsanweisungen immer besser verstehen. Immersionsunterricht setzt voraus, dass der Lehrer die Sprache als Muttersprache spricht oder auf vergleichbarem Niveau beherrscht.

### Erwachsenenbildung
Im Sprachunterricht für Erwachsene war es vor allem Maximilian Delphinius Berlitz, der versucht hat, die Prinzipien der Immersion nutzbar zu machen.

### Deutschunterricht für Flüchtlinge
Immersion bewährt sich auch beim Spracherwerb von Geflüchteten. Je öfter sie mit Menschen aus dem Gastland in direktem und idealerweise handelndem Kontakt sind, beispielsweise bei Sport, Spiel, Haushalt oder Handwerk, und dabei ausschließlich in der Sprache des Gastlandes gesprochen wird, desto schneller lernen sie die neue Sprache. Zugleich werden Umgangsformen, Kultur usw. vermittelt. Auch der klassische Unterricht durch Rollenspiele in Alltagssituationen ist methodisch-didaktisch geeignet. Dabei soll möglichst wenig erklärt oder übersetzt werden, sondern in der Gastlandsprache umschrieben oder szenisch-pantomimisch erläutert werden.

## Problematik
Eine der Sprachen muss die Rolle der Muttersprache übernehmen, die von den parallel gesprochenen Sprachen flankiert wird, sonst droht die Gefahr, dass keine der Sprachen vollständig beherrscht wird.